# Gelis campbellensis
Gelis campbellensis là một loài tò vò trong họ Ichneumonidae.